# ハンス・ライザー (俳優)
ハンス・ライザー（Hans Reiser, 1919年6月3日 - 1992年6月10日）は、ミュンヘン生まれのドイツ（西ドイツ）の俳優。

## 来歴
1950年代から1960年代にかけて、旧西ドイツ映画界で中堅俳優として数々の映画に出演し活躍した。1970年代からは主にテレビドラマに出演した。
1963年には、ハリウッド映画『大脱走』に非情なゲシュタポのクーン役で出演した。だが、本国の西ドイツ映画『朝な夕なに』（1957年。カラー作品）ではヒロインのルート・ロイヴェリクの恋人役で、休日のデートシーンでは2人で湖でヨットを楽しんだり、ヨット上で遠回しに結婚の話を持ち出して見事にはぐらかされてしまったり、スーツに着替え（ルート・ロイヴェリクはアフタヌーンドレスに）ドライブしながら食事に行ったり、食事の後に2人でチャチャチャ（cha-cha-cha）を踊ったり、とクーン役とは正反対の温厚な二枚目男性を爽やかに演じている。
『大脱走』の他にもドイツ映画以外の海外作品への出演がある。
1992年6月10日、ミュンヘンで死去した。墓もミュンヘンにある。

## 主な出演映画
（日本公開作品のみ）
- 『路上の夜』 Nachts auf den Straßen （1952年）
- 『大勝利』 Soldatensender Calais （1955年）
- 『女と男』 Mädchen und Männer （1957年）
国際キャストが揃い、共演はマルチェロ・マストロヤンニ。
- 『朝な夕なに』 Immer wenn der Tag beginnt （1957年） - ※日本でVHS化されている。
- 『三文オペラ』 Die Dreigroschenoper （1962年）
  - 原作はベルトルト・ブレヒト。サミー・デイヴィスJr.が特別出演している。
- 『大脱走』 The Great Escape （1963年） - ※日本でDVD発売。
- 『ブルーライト作戦』 I Deal in Danger （1966年）
- 『史上最大の列車強盗』 Die Gentlemen bitten zur Kasse （1966年）